# Minuit (album de Bon Entendeur)
Pour les articles homonymes, voir Minuit (homonymie).
Albums de Bon Entendeur
Aller-Retour
(2019) Rivages
(2024)
Minuit est le second album du collectif français électro/pop Bon Entendeur.
En 2023, l'album et les singles Alba et Le Temps de l'Amour sont certifiés disque d'or par le SNEP.

## Conception
Bon Entendeur devait partir en tournée au moment où le premier confinement consécutif au Covid-19 est arrivé. Le groupe, frustré, a essayé de retranscrire son énergie dans cet album.
Le titre de l'album, Minuit, symbolise « le passage à cette heure fatidique [...] : le lâcher prise, une musique dansante et la fête qui va avec. C’est cette dualité que nous avons cherché à installer [...]. »
L'album se compose de deux parties :
1. Une première face « jour », dans la continuité du premier album, francophone.
2. Une seconde face « nuit » qui marque la rupture, après minuit, avec des titres du monde entier.

Alors que Aller-Retour tentait de ramener au goût du jour des titres majoritairement oubliés, Bon Entendeur choisit ici de ne rien s'interdire, certains titres étant déjà populaires comme Bahia, Ex-Fan des Sixties, Saddle Up ou I Love To Love (en).
L'album sort le 25 juin 2021 chez Columbia/Sony Music (référence 19439879921).

## Liste des pistes
| 1.  | Alba (ft. Sofiane Pamart)                                 |  | 3:47 |
| 2.  | La Nuit (feat. MC Solaar)                                 |  | 3:08 |
| 3.  | Ex-fan Des Sixties (vs Jane Birkin)                       |  | 3:22 |
| 4.  | L'Amour Dans les Volubilis (vs Marie-Paule Belle)         |  | 3:20 |
| 5.  | Le Temps de l'Amour (vs Françoise Hardy)                  |  | 3:11 |
| 6.  | Bahia (vs Véronique Sanson)                               |  | 3:05 |
| 7.  | L'Amour Comme à 16 ans (vs Marie Laforêt)                 |  | 3:41 |
| 8.  | Conte de Fée (vs Pierre Bachelet)                         |  | 2:52 |
| 9.  | Motel Show (vs Pierre Bachelet)                           |  | 4:20 |
| 10. | I Love To Love (en) (vs Tina Charles)                     |  | 3:03 |
| 11. | Nan Ye Li Kan (vs Mac Gregor)                             |  | 3:55 |
| 12. | Saddle Up (vs David Christie)                             |  | 3:34 |
| 13. | Allo Réseau (vs Kim Harlow)                               |  | 3:43 |
| 14. | Song After Midnight (Song For Denise) (vs Piano Fantasia) |  | 3:04 |
| 15. | Is It Too Late (vs Delight)                               |  | 3:31 |
| 16. | Sing It Loud (vs Ann C. Sheridan)                         |  | 3:40 |

### Pochette
L'illustration de la pochette est réalisée par Paul Grelet.

### Pistes particulières
La Nuit
- Sur l'album Aller-Retour, Bon Entendeur présentait le concept d'entrevues avec des artistes de différents horizons. À la suite de leur rencontre avec MC Solaar nait le morceau La Nuit, dont le texte est écrit par Mc Solaar lui-même. Bon Entendeur lui a envoyé la thématique de l'album puis MC Solaar a travaillé seul. Le titre fut enregistré en deux prises[3].

L'Amour Dans Les Volubilis
- Le collectif est tombé par hasard sur le titre de Marie-Paule Belle sur Youtube. Ils ne connaissaient pas la chanson mais ont apprécié la voix et la mélodie[3].

I Love To Love
- Premier single de l'album, Bon Entendeur fut très surpris et flatté d'obtenir le droit de remixer ce titre pour l'album[3].

Allo Réseau
- Inconnue du groupe avant la création de cet album, Bon Entendeur découvre alors une chanson disco avec des paroles en français, dont la chanteuse Kim Harlow est danseuse au Crazy Horse. Ils la remixent dans une version électronique avec des arrangements dub sur la rythmique de piano[3].

## Classement et récompenses
| Classement (2021)          | Meilleure position |
| -------------------------- | ------------------ |
| France (SNEP)              | 14                 |
| Belgique (Ultratop Albums) | 126                |

### Certifications
- Le single Le Temps de l'Amour obtient une certification  Or le 16 février 2023[6] (15 millions d'équivalent streams),
- L'album Minuit obtient une certification  Or le 3 août 2023[6],
- Le single Alba obtient une certification  Or le 23 novembre 2023[6].

## Critiques
- Pour Artistikrezo.com, « Bon Entendeur scelle sa virtuosité, à remettre au goût du jour des chefs-d’œuvre, cette fois ciblés, dans les années 70 et 80 [...] Bon Entendeur mixe dans les rêves feutrés des boîtes de nuits bondées et signe de bon ton, une invitation. Celle de quitter l’intimité de nos salons et retrouver le plaisir des salles ambiancées[7]. »
- Pour Le Figaro, « Une face A pour partager un verre avec les amis et une face B pour se déhancher sur la piste de danse. Le piano de Sofiane Pamart précède des icônes comme Jane Birkin et Françoise Hardy, Mc Solaar y livre sa version des années 1990 et « l'ovni » Piano Fantasia est pris en étaux entre une belle collection de pépites disco remisent au goût du jour[1]. »
- Sur SensCritique, l'album reçoit une note de 6.1/10 pour 91 critiques[8].